# Hou Min-wen
Hou Min-wen (ur. 19 marca 1988) – tajwańska zapaśniczka w stylu wolnym. Zajęła 16 miejsce na mistrzostwach świata w 2006 i 2013. Dziesiąte miejsce na Igrzyskach Azjatyckich 2006. Zdobyła srebrny medal na mistrzostwach Azji w 2012 i brązowy w 2008. Trzecia na akademickich MŚ w 2008. Mistrzyni Azji juniorów w 2007 roku.